# Siamese Dream
Siamese Dream es el segundo álbum de estudio de la banda estadounidense de rock alternativo The Smashing Pumpkins, lanzado el 27 de julio de 1993 por el sello discográfico Virgin Records. El álbum fusiona diversos tipos de rock como shoegaze, dream pop, rock psicodélico, grunge, noise pop, heavy metal y hard rock. Este álbum se considera uno de los discos más importantes de la década de los 90s, así como uno de los trabajos que ayudaron a popularizar el rock alternativo.
A pesar de unas sesiones de grabación llenas de dificultades y tensiones, Siamese Dream debutó en el número diez en el Billboard y, finalmente, vendió más de cuatro millones de copias en los EE. UU., y más de seis millones en todo el mundo. Cuatro sencillos fueron lanzados en apoyo de Siamese Dream: "Today", "Cherub Rock", "Disarm", y "Rocket". Además de recibir muchas críticas positivas en su lanzamiento, Siamese Dream ha sido ampliamente considerado como uno de los mejores discos de la década de 1990, y uno de los mejores álbumes de todos los tiempos. En 2003, la revista Rolling Stone lo clasificó en el número 362 de sus 500 mejores álbumes de todos los tiempos, así como en el puesto 13 de sus 50 mejores álbumes de grunge.

## Antecedentes
El álbum debut de la banda, Gish, fue lanzado por el sello Caroline Records en 1991 y fue un éxito inesperado y aclamado. Publicado ese mismo año tras el lanzamiento de Nevermind de Nirvana, The Smashing Pumpkins fueron promocionados como "los próximos Nirvana". La banda firmó con Virgin Records y comenzó a grabar el siguiente álbum. El objetivo de tener éxito intensificó una situación ya de por sí problemática: El baterista Jimmy Chamberlin estaba sufriendo una adicción cada vez más grave a la heroína, el guitarrista James Iha y la bajista D'arcy Wretzky habían terminado recientemente su relación romántica y Corgan, aparte de sus batallas con el aumento de peso y depresión suicida, sufría de su peor episodio de bloqueo como escritor.

## Música
Corgan cantó acerca de su depresión en todo el álbum y "Disarm" sería el ejemplo más claro de esto. El álbum cuenta con valores de producción relativamente altos y arreglos ornamentales en comparación con otros álbumes alternativos de principios de los 1990s. Vig dijo: "Billy quería hacer un disco que la gente pusiera y dijera, '¿Qué diablos fue eso?' [...] Queríamos tener cosas que suceden en el oído izquierdo y el oído derecho todo el tiempo ". Uno de los principales objetivos de Corgan era crear una sensación de profundidad sonora pero, como dijo Corgan, "Sin necesariamente usar retrasos o reverberaciones- para usar tonalidades en su lugar." Para el álbum, Las guitarras se superponían varias veces. Corgan ha declarado que el solo de "Soma" contiene hasta 40 partes de guitarra sobrepuestas. Vig declaró que hasta 100 piezas de guitarra se comprimían en una sola canción. Rolling Stone señaló que el álbum estaba "más cerca del rock progresivo que del punk o el grunge". 
Los temas de las letras de Corgan en Siamese Dream variaron. Corgan señaló que la mayoría de sus letras para el álbum se referían a su novia y futura esposa, Chris Fabian, con quien había roto brevemente en el momento en que escribió las canciones. Corgan escribió ocasionalmente sobre otros temas. En "Cherub Rock", la pista de apertura del álbum, Corgan atacó a la industria de la música estadounidense, y "Today" es sobre un día que estaba experimentando depresión y pensamientos suicidas. "Spaceboy" fue escrito como un tributo a su medio hermano autista, Jesse. 

## Legado
La cubierta del álbum iba a ser creada inicialmente por un artista outsider, pero tras una serie de desacuerdos con el resultado, Corgan se vio obligado a intervenir en el último momento. El folleto final del álbum, compuesto por fotografías antiguas de ambos desconocidos y miembros de la familia de Corgan, con letras escritas a mano en la parte superior, fue montado por Corgan y su esposa al día después de su boda. Corgan no estaba satisfecho con los resultados. El primer prensado del CD contenía un folleto de 20 páginas, con una página independiente dedicada a cada canción de letras y fotografía adjunta; prensados posteriores contenían un forro plegable de cuatro paneles con imágenes en miniatura de cada imagen. En 1999, Virgin Records reeditó el álbum con el folleto de 20 páginas originales. 
Poco después del reencuentro del grupo, en 2007, Corgan publicó un mensaje en el blog de la banda diciendo que estaban "buscando a las chicas de la portada de Siamese Dream... Como todos ustedes saben, eran muy jóvenes cuando se tomó la foto. No están unidas, por lo que sabemos". Las intenciones de la búsqueda de la banda nunca se aclararon. En febrero de 2011, Billy Corgan anunció a través de Twitter que no solo se había encontrado a una de las chicas, sino que era el bajista actual de los Pumpkins, Nicole Fiorentino. Según Corgan, "Acabo de encontrar la noticia más extraña: Nuestro bajista Nicole acaba de admitir que ella es una de las chicas de la portada de Siamese Dream". Sin embargo, según el fotógrafo asistente para Siamese Dream, la foto de la portada fue probablemente realizada específicamente para el álbum. Dada la edad de Fiorentino en el momento del álbum, esto haría que fuese demasiado vieja para estar en la portada de la álbum. Más tarde se confirmó que la información era falsa, y las dos niñas fueron encontradas en 2008, aunque Corgan no ha comentado nada al respecto. Existen fotos de Billy, de pie, junto a Ali Laenger, la chica en la parte derecha de la fotografía, pero no se sabe si la chica de la izquierda, identificada sólo como Lisandra R, conoció a Billy como sí hizo Laenger. 
El álbum también fue lanzado en una edición denominada "wooden box set" (caja de madera) y denominado Siamese Dream Collectors Edition, el cual presentaba bisagras de metal, limitado a sólo 1000 copias y que contiene el álbum Reino Unido HUT CD alojado en un hueco con numeración individual, placa de metal en relieve de plata en el lateral, y un folleto de 20 páginas alojada en un rebaje similar en la tapa.

## Lista de canciones
Existen dos versiones de Siamese Dream: Una fue exclusivamente lanzada en Japón e incluye "Pissant", del álbum Pisces Iscariot, aunque bajo el nombre de Hikari Express. Todas las canciones fueron escritas por Billy Corgan, excepto "Soma" y "Mayonnaise", que fueron escritas por Corgan y James Iha.

Todas las canciones escritas y compuestas por Billy Corgan, excepto donde se describe. 
| N.º | Título        | Escritor(es)      | Duración |  |
| 1.  | «Cherub Rock» |                   | 4:58     |  |
| 2.  | «Quiet»       |                   | 3:41     |  |
| 3.  | «Today»       |                   | 3:19     |  |
| 4.  | «Hummer»      |                   | 6:57     |  |
| 5.  | «Rocket»      |                   | 4:06     |  |
| 6.  | «Disarm»      |                   | 3:17     |  |
| 7.  | «Soma»        | Corgan, James Iha | 6:39     |  |
| 8.  | «Geek U.S.A.» |                   | 5:13     |  |
| 9.  | «Mayonaise»   | Corgan, Iha       | 5:50     |  |
| 10. | «Spaceboy»    |                   | 4:28     |  |
| 11. | «Silverfuck»  |                   | 8:43     |  |
| 12. | «Sweet Sweet» |                   | 1:38     |  |
| 13. | «Luna»        |                   | 3:20     |  |

| Edición con bonus track (sólo en Japón) |                                             |          |  |
| N.º                                     | Título                                      | Duración |  |
| 14.                                     | «Pissant» (Remarcado como "Hikari Express") | 2:31     |  |

### Reedición del 2011
| 2011 reissue bonus CD - Lollipop Fun Time |                                                                       |          |  |
| N.º                                       | Título                                                                | Duración |  |
| 1.                                        | «Pissant (Rough Mix)» (Verano de 1993)                                | 2:32     |  |
| 2.                                        | «Siamese Dream (Broadway Rehearsal Demo)» (1992)                      | 6:18     |  |
| 3.                                        | «STP (Rehearsal Demo)» (1991)                                         | 3:28     |  |
| 4.                                        | «Frail and Bedazzled (Soundworks Demo)» (Primavera de 1992)           | 3:42     |  |
| 5.                                        | «Luna (Apartment Demo)» (1991)                                        | 3:12     |  |
| 6.                                        | «Quiet (BBC Session/Billy Corgan Mix)» (12 de septiembre de 1993)     | 3:36     |  |
| 7.                                        | «Moleasskiss (Soundworks Demo)» (Primavera de 1992)                   | 3:59     |  |
| 8.                                        | «Hello Kitty Kat (Soundworks Demo)» (Primavera de 1992)               | 6:14     |  |
| 9.                                        | «Today (Broadway Rehearsal Demo)» (1992)                              | 3:21     |  |
| 10.                                       | «Never Let Me Down Again (BBC Session)» (12 de septiembre de 1993)    | 4:03     |  |
| 11.                                       | «Apathy's Last Kiss (Siamese Sessions Rough Mix)» (Primavera de 1993) | 2:40     |  |
| 12.                                       | «Ache (Silverfuck Rehearsal Demo)» (1991)                             | 6:57     |  |
| 13.                                       | «U.S.A. (Soundworks Demo)» (Primavera de 1992)                        | 4:25     |  |
| 14.                                       | «U.S.S.R. (Soundworks Demo)» (Primavera de 1992)                      | 1:35     |  |
| 15.                                       | «Spaceboy (Acoustic Mix)» (diciembre de 1992 – marzo de 1993)         | 3:57     |  |
| 16.                                       | «Rocket (Rehearsal Demo)» (1991)                                      | 4:55     |  |
| 17.                                       | «Disarm (Acoustic Mix)» (diciembre de 1992 – marzo de 1993)           | 3:18     |  |
| 18.                                       | «Soma (Instrumental Mix)» (diciembre de 1992 – marzo de 1993)         | 6:38     |  |

| 2011 reissue bonus DVD: Live at the Metro (En vivo, 14 de agosto de 1993) |                |          |  |
| N.º                                                                       | Título         | Duración |  |
| 1.                                                                        | «Rocket»       | 4:19     |  |
| 2.                                                                        | «Quiet»        | 3:39     |  |
| 3.                                                                        | «Today»        | 3:39     |  |
| 4.                                                                        | «Rhinoceros»   | 5:06     |  |
| 5.                                                                        | «Geek U. S. A» | 5:21     |  |
| 6.                                                                        | «Soma»         | 7:21     |  |
| 7.                                                                        | «I Am One»     | 4:47     |  |
| 8.                                                                        | «Disarm»       | 3:55     |  |
| 9.                                                                        | «Spaceboy»     | 4:48     |  |
| 10.                                                                       | «Starla»       | 9:25     |  |
| 11.                                                                       | «Cherub Rock»  | 5:01     |  |
| 12.                                                                       | «Bury Me»      | 4:28     |  |
| 13.                                                                       | «Hummer»       | 8:42     |  |
| 14.                                                                       | «Siva»         | 8:35     |  |
| 15.                                                                       | «Mayonaise»    | 10:29    |  |
| 16.                                                                       | «Drown»        | 8:24     |  |
| 17.                                                                       | «Silverfuck»   | 13:30    |  |